# Symmachia virgatula
Espèce
Symmachia virgatula est un insecte lépidoptère appartenant à la famille  des Riodinidae et au genre Symmachia.

## Taxonomie
Symmachia virgatula a été décrit par Hans Ferdinand Emil Julius Stichel en 1910.

### Sous-espèces
- Symmachia virgatula virgatula
- Symmachia virgatula urichi Kaye, 1925 ; à Trinité-et-Tobago et en Guyane[1],[2].

### Nom vernaculaire
Symmachia virgatula se nomme Golden-red Metalmark en anglais.

## Description
Symmachia virgatula est un papillon orange à l'apex des ailes antérieures anguleux. Les ailes antérieures ont une bordure jaune au bord costal et cette bordure est coupée de courtes bandes marron et une ligne submarginale de taches marron. Les ailes postérieures sont orange avec une bande jaune le long du bord costal et du bord interne et une ligne submarginale de taches marron.
Le revers est de couleur jaune avec la même ornementation.

## Biologie
L'imago est très présent en Guyane de décembre à mars.

## Écologie et distribution
Symmachia virgatula est présent dans le sud du Mexique (Chiapas), en Colombie, en Bolivie, dans l'ouest de l' Équateur, à Trinité-et-Tobago et en Guyane,,.

### Protection
Pas de statut de protection particulier.